# ولاية سيكويا
تمثل ولاية سيكويا (بالإنجليزية: State of Sequoyah)‏ فكرة إقامة دولة في الإقليم الهندي الواقع في الجزء الشرقي من ولاية أوكلاهوما الحالية. في عام 1905، ومع اقتراب نهاية الحكومات القبلية (كما جرى تنصيصه في قانون كورتيس لعام 1898)، اقترح السكان الأصليين من خمس قبائل متحضرة (شيروكي، شوكتو، تشيكاسو، كريك (مسكوجي)، وسيمينول) في إقليم الهند تأسيس دولة كوسيلة للحفاظ على سيطرتهم على أراضيهم. كانت نيتهم إقامة دولة بموجب دستور وحوكم من قبل السكان الأصليين. وكان من المفترض أن تكون الدولة المقترحة باسم سيكويا تكريمًا لسيكويا، الشيروكي الذي أبدع نظام كتابة في عام 1825 للغة الشيروكي.

## نظرة عامة

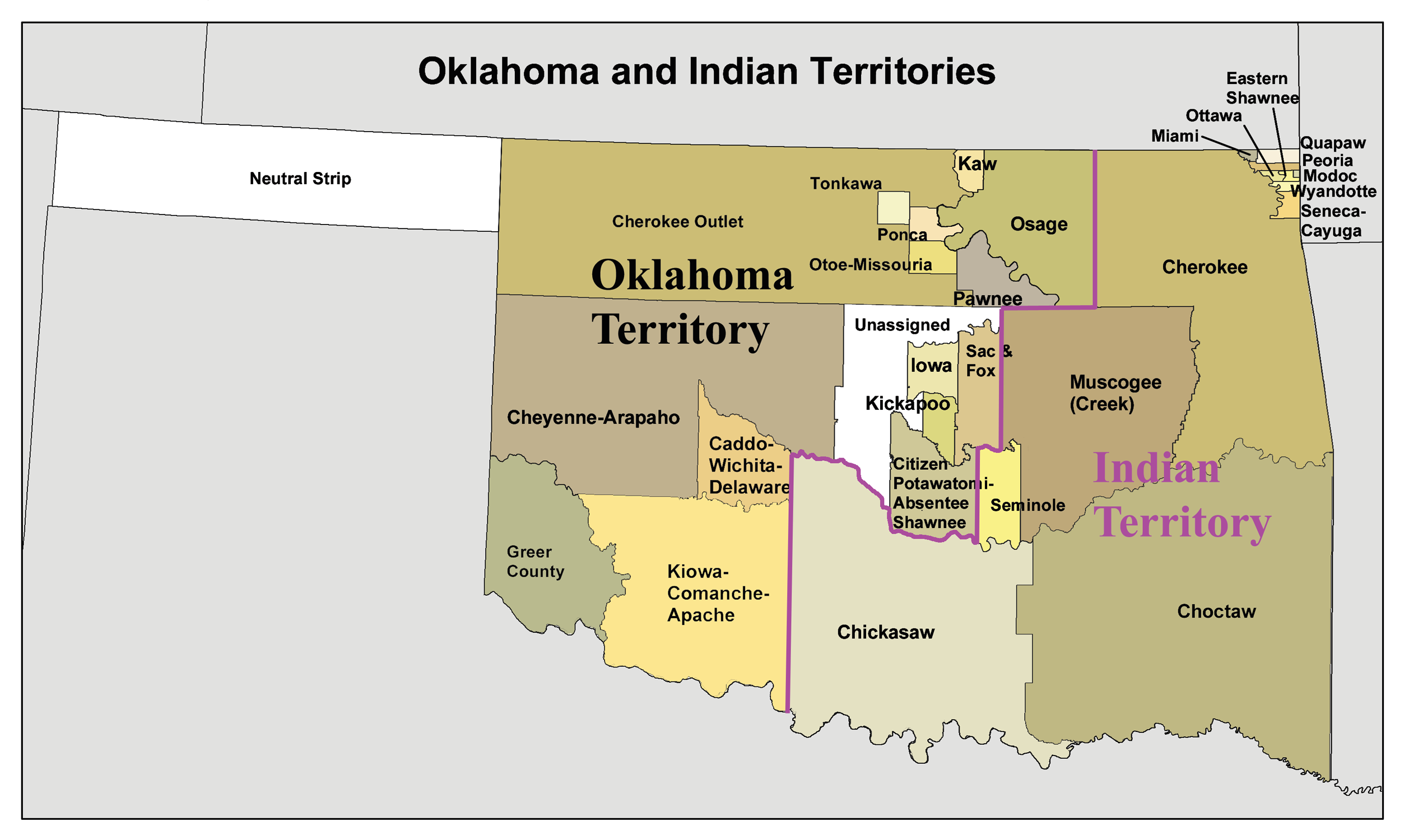
أوكلاهوما والأراضي الهندية، 1900.

وفي عام 1890، عندما أقر الكونجرس قانون أوكلاهوما العضوي ، كانت الأرض مكونة من إقليمين منفصلين: إقليم أوكلاهوما في الغرب والإقليم الهندي في الشرق. كان في الإقليم الهندي عدد كبير من السكان الأمريكيين الأصليين. تم تقليص المنطقة من خلال التنازل عن الأراضي المطلوبة بعد الحرب الأهلية، وإدارة الأراضي، والمعاهدات الأخرى مع الولايات المتحدة. في التعداد السكاني الأمريكي لعام 1900، وصلت نسبة الأمريكيون الأصليون إلى 13.4% من السكان. بحلول عام 1905، كانت القبائل الخمس المتحضرة تشكل حوالي 10% من إجمالي سكان الإقليم الهندي البالغ عددهم حوالي 600000 شخص.
حتى عام 1903، عارضت القبائل الخمس والقبائل الأخرى في الأراضي الهندية بشكل عام جميع الجهود المحلية والوطنية لإقامة الدولة، سواء كانت منفردة أو مشتركة مع إقليم أوكلاهوما. تغير ذلك مع اقتراب الموعد الذي حدده الكونجرس (4 آذار 1906) لتفكك الحكومات القبلية والأراضي الجماعية في الإقليم.

## المؤتمر الدستوري
انعقد المؤتمر الدستوري سيكوياه في موسكوجي في 21 آب 1905. تم اختيار الجنرال بليزانت بورتر، رئيسًا للمؤتمر. قرر المندوبون المنتخبون تعيين المسؤولين التنفيذيين للقبائل الخمس المتحضرة أيضًا نوابًا للرئيس: ويليام سي روجرز، الرئيس الرئيسي لقبيلة الشيروكي؛ ويليام إتش موراي، الذي تم تعيينه من قبل حاكم تشيكاسو دوغلاس إتش جونستون لتمثيل تشيكاسو؛ الزعيم جرين ماكورتن من قبيلة الشوكتو؛ الزعيم جون براون من السيمينول؛ و تشارلز إن هاسكل، تم اختياره لتمثيل الكريك.وعمل الصحفي ألكسندر بوسي كسكرتير.
قام المؤتمر بصياغة دستور، ووضع خطة تنظيمية للحكومة، ووضع خريطة توضح المقاطعات التي سيتم إنشاؤها، وانتخب المندوبين للذهاب إلى كونغرس الولايات المتحدة لتقديم التماس لإقامة الولاية، إلى جانب اثنين من الديمقراطيين واثنين من الجمهوريين الذين كانوا للعمل كأعضاء في الكونجرس. في 7 نوفمبر 1905، وافق الناخبون في الإقليم على الدستور وطلب إقامة الدولة بأغلبية 56279 صوتًا مقابل 9073 صوتًا.
ثم اقترح الرئيس ثيودور روزفلت حلاً وسطًا من شأنه ضم الأراضي الهندية إلى إقليم أوكلاهوما لتشكيل دولة واحدة وأدى ذلك إلى إقرار قانون تمكين أوكلاهوما، الذي وقع عليه في 16 تموز 1906. وأصبحت بذلك أوكلاهوما الولاية رقم 46 في 16 تشرين الثاني.
على الرغم من أن ولاية سيكويا لم تظهر أبدًا، إلا أن دستورها قدم مساهمة مهمة في تاريخ أوكلاهوما من خلال أوجه التشابه العديدة مع دستور أوكلاهوما اللاحق. كانوا قد شاركوا في عدم الثقة الشعبوية الكامنة في المسؤولين المنتخبين. كما دفع المؤتمر هاسكل وموراي وآخرين إلى الساحة العامة، مما ضمن للإقليم الهندي مقعدًا قويًا في المناقشة في المؤتمر الدستوري في أوكلاهوما.

## في الخيال
في سلسلة النصر الجنوبي لهاري ترتليدوف، سيكوياه كانت ولاية كونفدرالية حيث تُمنح القبائل الخمس المتحضرة الحكم الذاتي والحماية الخاصة، وأيضاً القيود المفروضة على الهجرة إلى الولاية. بعد الحرب العظمى الأولى، ضمت الولايات المتحدة سيكوياه، واستفادت من احتياطياتها النفطية. عندما تم إجراء الاستفتاءات في عام 1941 في الولايات الكونفدرالية السابقة كنتاكي وهيوستن وسيكويا، صوتت سيكويا فقط لصالح البقاء جزءًا من الولايات المتحدة نتيجة لهجرة المواطنين الأمريكيين إلى الولاية. وكان ذلك بمثابة سبب للصراع في أمريكا الشمالية خلال الحرب العظمى الثانية.

## الروابط الخارجية
- خريطة كبيرة تظهر أوكلاهوما والأراضي الهندية في عام 1895 نسخة محفوظة 2005-02-19 على موقع واي باك مشين.
- خرائط أوكلاهوما الرقمية: مجموعات رقمية من أوكلاهوما والأراضي الهندية.